# Arthrotus hauseri
Arthrotus hauseri es un coleóptero de la familia Chrysomelidae. Fue descrita científicamente por primera vez en 1967 por Kimoto.